# الترتور

تعديل مصدري - تعديل

الترتور إحدى حارات مدينة القاعدة بمحافظة إب، بلغ تعداد سكانها 1163 نسمة حسب تعداد اليمن لعام 2004.